# Constante de Catalan
Pour les articles homonymes, voir Catalan (homonymie).
En mathématiques, la constante de Catalan, portant le nom du mathématicien Eugène Charles Catalan, est le nombre défini par :
{\displaystyle K=\beta (2)=\sum _{n=0}^{\infty }{\frac {(-1)^{n}}{(2n+1)^{2}}}\approx 0{,}915~965~594}
où {\displaystyle \beta } est la fonction bêta de Dirichlet.
Ses décimales sont répertoriées par la suite A006752 de l'OEIS.
On ne sait pas si la constante {\displaystyle K} est rationnelle ou irrationnelle.

## Autres expressions
La constante {\displaystyle K} de Catalan est aussi égale à :

### Expressions intégrales
- {\displaystyle I_{1}=\int _{0}^{1}{\arctan u \over u}\,\mathrm {d} u=\mathrm {Ti} _{2}(1)}, où Ti2 désigne la fonction arc tangente intégral
- {\displaystyle I_{2}={1 \over 2}\int _{0}^{\pi /2}{\frac {u}{\sin u}}\mathrm {d} u}
- {\displaystyle I_{3}=-\int _{0}^{1}{\ln u \over 1+u^{2}}\,\mathrm {d} u=\int _{1}^{+\infty }{\ln u \over 1+u^{2}}\,\mathrm {d} u}
- {\displaystyle I_{4}=-\int _{0}^{\pi /4}{\ln(\tan u)\,\mathrm {d} u}=\int _{0}^{\pi /4}{\ln(\cot u)\,\mathrm {d} u}{\overset {u\leftrightarrow 2u}{=}}{\frac {1}{4}}\int _{0}^{\pi /2}\ln \left({\frac {1+\cos u}{1-\cos u}}\right)\,\mathrm {d} u}
- {\displaystyle I_{5}=\int _{0}^{1}\int _{0}^{1}{\frac {\mathrm {d} x\mathrm {d} y}{1+x^{2}y^{2}}}}
- {\displaystyle I_{6}=\int _{0}^{1/{\sqrt {2}}}{\arcsin u \over {u(1-u^{2})}}\mathrm {d} u}
- {\displaystyle I_{7}=\int _{0}^{\ln(1+{\sqrt {2}})}\arccos {(\operatorname {sh} u)}\,\mathrm {d} u{\overset {\operatorname {sh} u\leftrightarrow u}{=}}\int _{0}^{1}{\frac {\arccos u}{\sqrt {1+u^{2}}}}\,\mathrm {d} u}
- {\displaystyle I_{8}=\int _{0}^{\pi /2}\operatorname {argsh} {(\sin u)}\,\mathrm {d} u{\overset {\sin u\leftrightarrow u}{=}}\int _{0}^{1}{\frac {\operatorname {argsh} u}{\sqrt {1-u^{2}}}}\,\mathrm {d} u}
- {\displaystyle I_{9}={1 \over 2}\int _{0}^{\pi /2}\operatorname {argth} {(\sin u)}\,\mathrm {d} u{\overset {\sin u\leftrightarrow u}{=}}{1 \over 2}\int _{0}^{1}{\frac {\operatorname {argth} u}{\sqrt {1-u^{2}}}}\,\mathrm {d} u}
- {\displaystyle I_{10}=\int _{0}^{+\infty }\arctan(e^{-u})\,\mathrm {d} u}
- {\displaystyle I_{11}={\frac {1}{2}}\int _{0}^{+\infty }{\frac {u}{\operatorname {ch} u}}\,\mathrm {d} u}
- {\displaystyle I_{12}={1 \over 2}\int _{0}^{1}F(k)\,\mathrm {d} k\quad } où {\displaystyle \quad F(k)=\int _{0}^{\frac {\pi }{2}}{\frac {\,\mathrm {d} \varphi }{\sqrt {1-k^{2}\sin ^{2}\varphi }}}}  est l'intégrale elliptique complète de première espèce
- {\displaystyle I_{13}=-{1 \over 2}+\int _{0}^{1}E(k)\,\mathrm {d} k\quad } où {\displaystyle \quad E(k)=\int _{0}^{\frac {\pi }{2}}{\sqrt {1-k^{2}\sin ^{2}\varphi }}\,\mathrm {d} \varphi }  est l'intégrale elliptique complète de deuxième espèce
- {\displaystyle I_{14}={1 \over 4}\int _{0}^{1}\int _{0}^{1}{\frac {\mathrm {d} x\mathrm {d} y}{(x+y){\sqrt {(1-x)(1-y)}}}}}
- {\displaystyle I_{15}=\int _{1/{\sqrt {2}}}^{1}{\frac {\operatorname {argth} u}{u{\sqrt {2u^{2}-1}}}}\,\mathrm {d} u{\overset {u\leftrightarrow \cos u}{=}}\int _{0}^{\pi /4}{\frac {\tan u\operatorname {argth} (\cos u)}{\sqrt {\cos 2u}}}\,\mathrm {d} u}
- {\displaystyle I_{16}=\int _{0}^{1/{\sqrt {2}}}{\frac {\operatorname {argth} u}{{(1-u^{2})}{\sqrt {1-2u^{2}}}}}\,\mathrm {d} u{\overset {u\leftrightarrow \sin u}{=}}\int _{0}^{\pi /4}{\frac {\operatorname {argth} (\sin u)}{\cos u{\sqrt {\cos 2u}}}}\,\mathrm {d} u}

### Développements en série
Cette constante peut aussi être définie par la fonction de Clausen :
{\displaystyle K=\operatorname {Cl} _{2}\left({\frac {\pi }{2}}\right)=\sum _{n=1}^{\infty }{\frac {\sin(n{\frac {\pi }{2}})}{n^{2}}}},
ce qui donne les formules suivantes :
- {\displaystyle K=-\int _{0}^{\frac {\pi }{2}}\ln \left(2\sin {u \over 2}\right)\,\mathrm {d} u=\operatorname {Ls} _{2}\left({\frac {\pi }{2}}\right)} (intégrale en log-sinus),
- {\displaystyle K={\frac {\pi }{2}}\left(1-\ln \left({\frac {\pi }{2}}\right)+\sum _{n=1}^{\infty }{\frac {\zeta (2n)}{n(2n+1)}}\left({\frac {1}{4}}\right)^{2n}\right)},
- {\displaystyle K={\frac {\pi }{2}}\left(3-\ln \left({\frac {15\pi }{32}}\right)-4\ln \left({\frac {5}{3}}\right)+\sum _{n=1}^{\infty }{\frac {\zeta (2n)-1}{n(2n+1)}}\left({\frac {1}{4}}\right)^{2n}\right)}.

Puisque {\displaystyle K} est l'image de 2 par la fonction bêta, il existe un lien avec le polylogarithme :
{\displaystyle \operatorname {Li} _{2}(\mathrm {i} )=-{\frac {\pi ^{2}}{48}}+\mathrm {i} K},
d'où :
{\displaystyle K=\Im (\operatorname {Li} _{2}(\mathrm {i} ))}.

## Utilisation
K apparaît en combinatoire, ainsi que dans les valeurs de la fonction polygamma de deuxième ordre, aussi appelée la fonction trigamma :
{\displaystyle \psi _{1}\left({\frac {1}{4}}\right)=\pi ^{2}+8K},
{\displaystyle \psi _{1}\left({\frac {3}{4}}\right)=\pi ^{2}-8K}.
Simon Plouffe donne une famille infinie d'identités entre la fonction trigamma, π2 et la constante de Catalan, par un algorithme de génération de formules,. 
K apparaît dans le calcul de l'entropie de la loi sécante hyperbolique.

## Séries convergeant rapidement
Les trois formules suivantes convergent rapidement vers K et sont donc appropriées pour le calcul numérique :
| {\displaystyle K=\,} | {\displaystyle 3\sum _{n=0}^{\infty }{\frac {1}{2^{4n}}}\left(-{\frac {1}{2(8n+2)^{2}}}+{\frac {1}{2^{2}(8n+3)^{2}}}-{\frac {1}{2^{3}(8n+5)^{2}}}+{\frac {1}{2^{3}(8n+6)^{2}}}-{\frac {1}{2^{4}(8n+7)^{2}}}+{\frac {1}{2(8n+1)^{2}}}\right)-}          |
|                      | {\displaystyle 2\sum _{n=0}^{\infty }{\frac {1}{2^{12n}}}\left({\frac {1}{2^{4}(8n+2)^{2}}}+{\frac {1}{2^{6}(8n+3)^{2}}}-{\frac {1}{2^{9}(8n+5)^{2}}}-{\frac {1}{2^{10}(8n+6)^{2}}}-{\frac {1}{2^{12}(8n+7)^{2}}}+{\frac {1}{2^{3}(8n+1)^{2}}}\right)} |

{\displaystyle K={\frac {\pi }{8}}\ln \left({\sqrt {3}}+2\right)+{\frac {3}{8}}\sum _{n=0}^{\infty }{\frac {(n!)^{2}}{(2n)!(2n+1)^{2}}}}.
Les calculs théoriques pour cette deuxième série ont été donnés par Broadhurst.
et
{\displaystyle K={\frac {1}{2}}\sum _{n=0}^{\infty }{\frac {(-8)^{n}(3n+2)}{(2n+1)^{3}{\binom {2n}{n}}^{3}}}}
Troisième série découverte par Jesús Guillera, de l'université de Saragosse, en 2008 via la technique de l'y-cruncher (en).

## Décimales connues
Le nombre de chiffres connus de la constante de Catalan a augmenté radicalement pendant les dernières décennies. Ceci est dû à l'augmentation des performances des ordinateurs et aux améliorations algorithmiques.
| Date              | Décimales      | Calculé par                    |
| ----------------- | -------------- | ------------------------------ |
| 2009              | 31 026 000 000 | R. Shan et A. J. Yee           |
| Octobre 2006      | 5 000 000 000  | Shigeru Kondo                  |
| 2002              | 201 000 000    | Xavier Gourdon et Pascal Sebah |
| 2001              | 100 000 500    | Xavier Gourdon et Pascal Sebah |
| 4 janvier 1998    | 12 500 000     | Xavier Gourdon                 |
| 1997              | 3 379 957      | Patrick Demichel               |
| 1996              | 1 500 000      | Thomas Papanikolaou            |
| 29 septembre 1996 | 300 000        | Thomas Papanikolaou            |
| 14 août 1996      | 100 000        | Greg J. Fee et Simon Plouffe   |
| 1996              | 50 000         | Greg J. Fee                    |
| 1990              | 20 000         | Greg J. Fee                    |
| 1913              | 32             | James W. L. Glaisher           |
| 1877              | 20             | James W. L. Glaisher           |